# Gundala - Il figlio del lampo
Gundala - Il figlio del lampo (Guadala) è un film indonesiano del 2019 basato sul personaggio dei fumetti Gundala creato da Harya Suraminata nel 1969. Il film è stato co-prodotto da Screenplay Films e Bumilangit Studios e distribuito da Legacy Pictures. È il primo capitolo del Bumilangit Cinematic Universe (BCU). Il film è diretto e scritto da Joko Anwar, e vede Abimana Aryasatya nei panni di Sancaka/Gundala, insieme a Tara Basro, Bront Palarae, Ario Bayu, Cecep Arif Rahman, Rio Dewanto e Muzakki Ramdhan. Le prime notizie ufficiali sul film sono state annunciate il 4 aprile 2018, sugli account social del suo regista e delle case di produzione. All'Indonesia Comic Con del 28 ottobre 2018 si è tenuta una conferenza stampa per presentare i cast principali e per tenere la prima proiezione di filmati del film, con una data di uscita fissata intorno alla metà del 2019. Le riprese si sono svolte da settembre a ottobre 2018. Gundala è stato presentato in anteprima locale il 28 agosto 2019 ed è stato rilasciato in Indonesia il 29 agosto 2019. È stato presentato in anteprima internazionale al Toronto International Film Festival 2019 11 settembre 2019. Il film ha ricevuto recensioni positive da parte del pubblico e della critica con elogi per la performance di Abimana, la regia di Anwar e gli effetti visivi, il design dei costumi e l'originalità.
Un sequel, Gundala the Son of Lightning, è previsto come parte del primo volume di film del Bumilangit Cinematic Universe, ed è stato annunciato prima dell'uscita di Gundala.

## Trama
Sancaka è il figlio astrafobico di un operaio indonesiano, che guida una protesta contro la disuguaglianza di reddito. Più tardi, si scopre che sono stati rapiti. Mentre i lavoratori arrabbiati si scontrano con le guardie di sicurezza, il padre di Sancaka viene accoltellato da un uomo sconosciuto e muore. La rabbia di Sancaka sprigiona fulmini dal suo corpo. Un anno dopo, la madre di Sancaka parte per un'altra città per trovare lavoro, senza mai tornare. Diventa un senzatetto a Giacarta e incontra un altro senzatetto, Awang, che gli insegna l'autodifesa. Hanno in programma di fare un salto e viaggiare verso un rifugio sicuro a Tenggara, ma solo Awang è in grado di saltare sul treno. Ormai adulto, Sancaka lavora come guardia e meccanico in una tipografia di giornali.
La maggior parte della legislatura indonesiana è controllata dal boss del crimine Pengkor, che comanda un esercito nazionale di orfani, cresciuti come assassini. Pengkor complotta per avvelenare le scorte di riso con un farmaco che rende immorali i feti alla nascita. Molte persone chiedono che il legislatore rilasci un antidoto non testato formulato da un'azienda farmaceutica sconosciuta. La legislatura è composta da affermativi guidati dal legislatore Ridwan Bahri e dai suoi colleghi, che creano un disegno di legge per distribuirlo; e l'opposizione guidata da Pengkor e dai suoi alleati.
Un giorno, Sancaka aiuta il suo vicino Wulan a respingere i teppisti molesti. In un secondo combattimento, Sancaka viene colpito da un fulmine, risvegliando i suoi superpoteri. Con l'aiuto di Wulan, del suo fratellino Teddy e della guardia Agung, Sancaka si rende conto dei suoi poteri e crea un costume fatto in casa per imbrigliarli. Con questo, Sancaka inizia a combattere i teppisti, tra cui il violinista Adi Sulaiman, uno degli agenti orfani di Pengkor.
La legislatura approva il disegno di legge sull'antidoto, ma Ridwan scopre presto che non è il "veleno" ad essere letale; ma piuttosto l'antidoto, con l'azienda farmaceutica di proprietà della società di comodo di Pengkor. Ridwan chiede a Sancaka di interrompere la distribuzione, facendo sì che Pengkor e la sua squadra sequestrino Agung, Wulan e Teddy. Sancaka scatena i suoi poteri, sconfiggendo la maggior parte degli aggressori, ma Agung muore. Ridwan poi spara a Pengkor. Sancaka raggiunge il convoglio di distribuzione e lo ferma, assistito da Sri Asih. Usa quindi i suoi poteri per rompere tutte le bottiglie di antidoto.
In un museo, il partner di Pengkor, Ghazul, rompe una delle pareti, rivelando un'antica tomba sepolta. Usando il sangue di Sancaka che ha estratto di nascosto, apre una vecchia testa, quindi combina il corpo e la testa, resuscitando Ki Wilawuk, un potente guerriero medievale, per dirgli dell'arrivo di Sancaka, chiamandolo "Gundala" ("Tuono" in giavanese antico). Ki Wilawuk gli ordina di radunare il suo esercito per tramare vendetta.

## Personaggi

### Personaggi principali
- Sancaka / Gundala interpretato da Abimana Aryasatya, una guardia di sicurezza che è stata colpita da un fulmine, che gli ha dato poteri sovrumani e lo ha trasformato nel supereroe Gundala.
  - Interpretato da bambino da Muzakki Ramdhan.
- Sedhah Esti Wulan / Merpati interpretata da Tara Basro, una vicina di casa e interesse amoroso di Sancaka, che ispira Sancaka ad assumersi la responsabilità di essere un superuomo e un eroe.
- Pengkor interpretato da Bront Palarae, un boss del crimine sfigurato che controlla la malavita della città. Pengkor è stato sfigurato da bambino, dopo che i lavoratori della piantagione di suo padre hanno bruciato la loro casa, lasciandolo amareggiato e giurando vendetta sul mondo.
  - Interpretato da bambino da Zayen Aqilah.
- Ghazul interpretato da Ario Bayu, partner e confidente di Pengkor, lui stesso intenzionato a dominare il mondo.
- Awang interpretato da Faris Fadjar Munggaran, un ragazzo di strada che ha insegnato a Sancaka a combattere e ha lasciato Jakarta per una vita migliore a Tenggara. Awang in seguito cresce fino a diventare il supereroe Godam.
- Ridwan Bahri interpretato da Lukman Sardi, un politico alleato di Sancaka e leader di Rumah Perdamaian (la Casa della Pace).

### Personaggi secondari
- Ferry Dani interpretato da Arswendi Nasution, un politico che non cerca di nascondere la sua disapprovazione per Pengkor e altri membri legislativi sul libro paga di Pengkor.
- Sangaji interpretato da Rio Dewanto, il padre di Sancaka.
- Madre di Sancaka interpretata da Marissa Anita.
- Agung interpretato da Pritt Timothy, mentore e collaboratore di Sancaka.
- Anggara Sasmi interpretato da Paul Agusta, un membro del consiglio legislativo che appare in TV.
- Fadli Aziz interpretato da Donny Alamsyah, un delinquente locale.
- Ito Marbun interpretato da Tanta Ginting, un delinquente locale.
- Bonita interpretato da Dea Panendra.
- Hasbi interpretato da Dimas Danang, l'assistente di Ridwan Bahri.
- Dirga Utama interpretato da Zidni Hakim, un giovane membro del consiglio legislativo recentemente eletto che si oppone a Pengkor.
- Ganda Hamdan interpretata da Aqi Singgih, subordinata di Pengkor nel consiglio legislativo.

Pevita Pearce fa una breve apparizione alla fine del film nei panni della supereroina Sri Asih, un personaggio che riprenderà in un film indipendente diretto da Upi Avianto, al fianco di Zack Lee, che interpreterà Arjuna. Anche il poeta, musicista e attore Sujiwo Tejo è apparso brevemente nei panni di Ki Wilawuk, che si dice sia il supercriminale della serie di film. Il direttore della fotografia Ical Tanjung e il compositore Aghi Narottama fanno apparizioni cameo rispettivamente come uno dei politici e un farmacista.

## Produzione
Nel 1981, la popolarità dei fumetti Gundala in Indonesia raggiunse il grande schermo. Acquistando la licenza dall'autore, PT. Cancer Mas Film ha adattato il fumetto in un film, diretto dal regista vincitore del Citra Award Lilik Sudjio. Teddy Purba, l'attore che è stato nominato come Ir. Sancaka o Gundala, era famoso come una delle migliori star d'azione indonesiane dell'epoca. Il suo nemico mortale, Ghazul, è stato interpretato dall'attore caratterista W. D. Mochtar, mentre l'amante di Sancaka, Minarti, è stata interpretata da Anna Tairas. Altri attori e attrici coinvolti nel film sono Ami Priyono, August Melasz, Pitrajaya Burnama, HIM Damsyik, Gordon Subandono, A. Hamid Arief, Rini Ratih, Dewanti e Ratno Timoer. Anche se l'ambientazione è stata cambiata rispetto a quella dei fumetti, il film è rimasto fedele alla storia raccontata nella serie a fumetti scritta da Hasmi – in cui un ingegnere, Sancaka, è riuscito a trovare una formula chimica anti-fulmine. Sfortunatamente, questa scoperta ha portato Sancaka a dover rompere con la sua amante, Minarti, dopo aver dimenticato di partecipare alla sua festa di compleanno. Tormentato dalla tristezza, e nel bel mezzo di una pioggia battente, Sancaka fu colpito da un fulmine e portato nel mondo dell'imperatore Kronz. Lì, gli furono dati i poteri e il costume che lo trasformarono in Gundala. Nel frattempo, un gruppo di organizzazioni, guidate da Ghazul, iniziò la dilagante circolazione di stupefacenti; Fu allora che iniziò la battaglia tra il bene e il male.
Nel 2010, Iskandar Salim, fotografo e graphic designer, ha creato materiale promozionale per un film che non era stato realizzato su Gundala, dopo aver notato che non c'era mai stato un film con un supereroe indonesiano e desiderando avviare un dibattito pubblico sull'argomento. Ha creato un sito web ufficiale, una pagina Facebook, poster e fotografie che presumibilmente mostravano il film in fase di realizzazione. A seguito dell'attenzione generata da questa bufala, il creatore di Gundala, Hasmi, è stato coinvolto in trattative per produrre un vero e proprio film basato sul personaggio.

### Sviluppo
Bumilangit Studios, in qualità di proprietario della proprietà intellettuale di Gundala, ha sviluppato l'idea di realizzare un film di Gundala dal 2014. La ricerca del regista e dello sceneggiatore giusti non è stata facile e Bumilangit ha impiegato anni per trovare finalmente l'abbinamento perfetto. Il 4 aprile 2018, Joko Anwar è stato annunciato come sceneggiatore e regista del film. È uno dei registi più prolifici e celebrati dell'Indonesia.
Joko Anwar ha ammesso che il processo di scrittura della sceneggiatura di Gundala è stato il lavoro più difficile della sua carriera finora. Di solito, trascorre uno o due mesi su una sceneggiatura tipica, ma alla fine ha finito per spendere un totale di sette mesi per questo progetto. Reinterpretando l'origine di Gundala dal fumetto originale del 1969, ha rielaborato la storia in un modo che potesse attirare i Millennial e la Gen Z. I fumetti e gli appunti di Hasmi su Gundala lo hanno aiutato a scrivere la sceneggiatura.

### Produzione
Joko Anwar sentiva che Abimana Aryasatya era l'attore perfetto per interpretare Sancaka/Gundala, grazie alla sua aura vulnerabile e forte. Dopo diversi tentativi, Joko riuscì finalmente a convincere Abimana, che finalmente accettò l'offerta.
Il costume di Gundala è stato il risultato di un lavoro di squadra tra Iwan Nazif (Bumilangit Creative Engine) e Chris Lie (Caravan Studio). La produzione è stata curata da Quantum Creations FX, con sede a Los Angeles, nota per i suoi lavori in Daredevil, Watchmen, Supergirl, The Hunger Games, Star Trek e Iron Man.
Le riprese di Gundala sono durate 53 giorni in 70 località, tra cui Giacarta, Cile e Purwakarta, e hanno coinvolto 1.500 comparse e 300 troupe. Le riprese sono iniziate a Purwakarta il 1º settembre 2018, con Ical Tanjung come direttore della fotografia. Le riprese si sono concluse il 31 ottobre 2018.
La post-produzione è iniziata a novembre 2018 ed è stata completata intorno a giugno 2019. Gundala ha coinvolto molti dei migliori lavoratori cinematografici dell'Indonesia, uno dei quali è Khikmawan Santosa, che ha spesso vinto il premio come miglior sound designer al prestigioso Indonesian Film Festival. Gundala è stato uno dei suoi ultimi progetti prima della sua morte, avvenuta l'11 maggio 2019.

## Colonna sonora
Una delle canzoni che completano il film è la canzone del 1962 "The End of the World", resa popolare da Skeeter Davis. Il team di produzione ha convenuto che i testi rappresentano il tema principale del film; quando molte persone in un paese non sostengono la giustizia, si dirigeranno verso la "fine del mondo".

## Distribuzione
Gundala è stato presentato in anteprima locale il 28 agosto 2019 ed è uscito in Indonesia il 29 agosto 2019.  È stato presentato in anteprima internazionale al Toronto International Film Festival 2019 l'11 settembre 2019. È stato acquisito da Premiere Entertainment Group, che ha iniziato a vendere il film ad acquirenti nazionali e internazionali all'AFM il 9 novembre 2019.
Il 30 aprile 2020, Well Go USA Entertainment ha annunciato che avrebbe distribuito Gundala in digitale, Blu-ray e DVD in Nord America il 28 luglio 2020.

## Accoglienza

### Incassi
Durante la sua corsa nazionale, il film ha raccolto oltre 1,6 milioni di spettatori, con un incasso stimato di 4,7 milioni di dollari.

### Critica
Sull'aggregatore di recensioni Rotten Tomatoes, il film detiene un indice di gradimento dell'83%, basato su sei recensioni, con una valutazione media di 7/10 a ottobre 2021.
Richard Kuipers ha scritto per Variety che il film è "un adattamento ricco di azione ed emotivamente soddisfacente del prezioso fumetto indonesiano creato da Harya "Hasmi" Suraminata". Victor Stiff di ThatShelf.com ha elogiato il film, affermando: "Dall'inizio alla fine, Gundala offre un'azione veloce e furiosa e raramente si ferma per togliere il piede dall'acceleratore".

## Riconoscimenti
- 2019 - 39th Citra Award
  - Candidatura per il miglior attore a Abimana Aryastaya
  - Candidatura per la miglior sceneggiatura non originale a Joko Anwar
  - Miglior fotografia a Ical Tanjung
  - Candidatura per la miglior direzione artistica a Vencislao
  - Candidatura per la miglior colonna sonora originale a Aghi Narottama e Bembi Gusti Tony Merle
  - Miglior suono a Khikmawan Santosa e Mohamad Ikhsan Anhar Moha
  - Migliori effetti visivi a Abby Eldipie
  - Candidatura per i migliori costumi a Isabelle Patrice
  - Candidatura per il miglior trucco e acconciatura a Darwyn Tse

- 2019 - 8th Maya Award
  - Candidatura per il miglior attore protagonista a Abimana Aryastaya
  - Candidatura per la miglior fotografia a Ical Tanjung
  - Candidatura per la miglior direzione artistica a Vencislao
  - Miglior colonna sonora originale a Aghi Narottama e Bembi Gusti Tony Merle
  - Miglior suono a Khikmawan Santosa e Mohamad Ikhsan Anhar Moha
  - Candidatura per i migliori effetti visivi a Abby Eldipie
  - Candidatura per i migliori costumi a Isabelle Patrice
  - Candidatura per il miglior design per poster a Caravan Studio
  - Miglior giovane interprete a Muzakki Ramdhan
  - Candidatura per la Coppa Arifin C. Noer per la migliore breve apparizione a Pevita Pearce

- 2019 - 3rd Tempo Film Festival
  - Candidatura per il miglior attore a Abimana Aryastaya
  - Candidatura per il miglior attore non protagonista a Bront Palarae

- 2020 - Asian Film Awards
  - Candidatura per la miglior direzione artistica a Vencislao

## Altri media
Al fine di sensibilizzare l'opinione pubblica su Gundala, M&C! e Koloni hanno pubblicato due tipi di fumetti di Gundala, una versione rimasterizzata dei classici fumetti di Gundala (pubblicata nel luglio 2019) e nuovi fumetti di Gundala adattati dagli eventi del film (pubblicati nell'agosto 2019). La versione rimasterizzata si rivolge ai fan della serie originale dei fumetti di Gundala degli anni '70-'80 e ai collezionisti di fumetti della vecchia scuola indonesiana, mentre la versione tie-in del film si rivolge ai millennial indonesiani, che potrebbero non essere stati a conoscenza di Gundala prima. I fumetti di Gundala sono disponibili anche in formato digitale su WEBTOON, rivolto agli adolescenti indonesiani che accedono frequentemente alla piattaforma. Koloni, insieme a Gramedia e Bumilangit, tenne anche diversi roadshow in giro per l'Indonesia. Il roadshow cinematografico di Gundala è iniziato il 15 giugno 2019 a Jakarta.